# Kabinet-Kakuei Tanaka II
Het kabinet–Kakuei Tanaka II (Japans: 第2次田中角栄内閣) was de regering van het Keizerrijk Japan van 22 december 1972 tot 9 december 1974.
Na de voor de Liberaal-Democratische Partij (LDP) teleurstellende verkiezingen van december 1972, reorganiseerde premier Kakuei Tanaka zijn kabinet zodat alle fracties binnen de LDP erin vertegenwoordigd waren. Zo werd zijn voornaamste rivaal binnen de partij, Takeo Fukuda, opgenomen in de regering.
Het overlijden van minister van Financiën Kiichi Aichi in november 1973 zorgde voor een reorganisatie van het kabinet. Takeo Fukuda koos als nieuwe minister van Financiën voor een politiek van evenwichtige groei in plaats de snelle expansie nagestreefd door Tanaka en Aichi. Door de oliecrisis kreeg de regering te kampen met grote tekorten op de betalingsbalans en met een snel stijgende inflatie.

## Kabinet–Kakuei Tanaka II (1972–1974)
| Ambtsbekleder                   | Ambtsbekleder     | Ambtsbekleder                              | Functie                                    | Ambtstermijn     | Ambtstermijn     | Partij |
| ------------------------------- | ----------------- | ------------------------------------------ | ------------------------------------------ | ---------------- | ---------------- | ------ |
|                                 | Eisaku Sato       | Kakuei Tanaka 田中角榮 (1918–1993)         | Premier                                    | 7 juli 1972      | 9 december 1974  | LDP    |
|                                 | Takeo Miki        | Takeo Miki 三木武夫 (1907–1988)            | Vicepremier                                | 29 augustus 1972 | 9 december 1974  | LDP    |
| Directeur- generaal voor Milieu | Takeo Miki        | Takeo Miki 三木武夫 (1907–1988)            | 22 december 1972                           |                  | 9 december 1974  | LDP    |
|                                 |                   | Susumu Nikaïdo 二階堂進 (1909–2000)        | Secretaris- generaal                       | 7 juli 1972      | 11 november 1974 | LDP    |
|                                 | Noboru Takeshita  | Noboru Takeshita 竹下登 (1924–2000)        | Secretaris- generaal                       | 11 november 1974 | 9 december 1974  | LDP    |
|                                 | Masayoshi Ohira   | Masayoshi Ohira 大平正芳 (1910–1980)       | Minister van Buitenlandse Zaken            | 7 juli 1972      | 16 juli 1974     | LDP    |
|                                 | Toshio Kimura     | Toshio Kimura 木村俊夫 (1909–1983)         | Minister van Buitenlandse Zaken            | 16 juli 1974     | 9 december 1974  | LDP    |
|                                 | Kiichi Aichi      | Kiichi Aichi 愛知揆一 (1907–1973)          | Minister van Financiën                     | 22 december 1972 | 23 november 1973 | LDP    |
|                                 | Eisaku Sato       | Kakuei Tanaka 田中角榮 (1918–1993)         | Minister van Financiën                     | 23 november 1973 | 25 november 1973 | LDP    |
|                                 | Takeo Fukuda      | Takeo Fukuda 福田赳夫 (1905–1995)          | Minister van Financiën                     | 25 november 1973 | 16 juli 1974     | LDP    |
|                                 | Masayoshi Ohira   | Masayoshi Ohira 大平正芳 (1910–1980)       | Minister van Financiën                     | 16 juli 1974     | 9 december 1974  | LDP    |
|                                 |                   | Tanaka Isanji 田中伊三次 (1906–1987)       | Minister van Justitie                      | 22 december 1972 | 25 november 1973 | LDP    |
|                                 | Umekichi Nakamura | Umekichi Nakamura 中村梅吉 (1901–1984)     | Minister van Justitie                      | 25 november 1973 | 11 november 1974 | LDP    |
|                                 |                   | Seigo Hamano 浜野清吾 (1898–1990)          | Minister van Justitie                      | 11 november 1974 | 9 december 1974  | LDP    |
|                                 | Yasuhiro Nakasone | Yasuhiro Nakasone 中曾根康弘 (1918–2019)   | Minister van Economische Zaken             | 7 juli 1972      | 9 december 1974  | LDP    |
|                                 |                   | Kuniyoshi Saito 斎藤邦吉 (1909–1992)       | Minister van Volksgezondheid en Welzijn    | 22 december 1972 | 11 november 1974 | LDP    |
|                                 | Kenji Fukunaga    | Kenji Fukunaga 福永健司 (1910–1988)        | Minister van Volksgezondheid en Welzijn    | 11 november 1974 | 9 december 1974  | LDP    |
|                                 |                   | Tsunetaro Kato 加藤常太郎 (1905–1990)      | Minister van Arbeid                        | 22 december 1972 | 25 november 1973 | LDP    |
|                                 |                   | Shun Hasegawa 長谷川峻 (1912–1992)         | Minister van Arbeid                        | 25 november 1973 | 11 november 1974 | LDP    |
|                                 |                   | Takeo Ohkubo 大久保武雄 (1903–1996)        | Minister van Arbeid                        | 11 november 1974 | 9 december 1974  | LDP    |
|                                 | Seisuke Okuno     | Seisuke Okuno 奥野誠亮 (1913–2016)         | Minister van Onderwijs                     | 22 december 1972 | 11 november 1974 | LDP    |
|                                 | Asao Mihara       | Asao Mihara 三原朝雄 (1909–2001)           | Minister van Onderwijs                     | 11 november 1974 | 9 december 1974  | LDP    |
|                                 |                   | Torasaburo Shintani 新谷寅三郎 (1902–1984) | Minister van Transport en Infrastructuur   | 22 december 1972 | 25 november 1973 | LDP    |
|                                 |                   | Masatoshi Tokunaga 徳永正利 (1913–1990)    | Minister van Transport en Infrastructuur   | 25 november 1973 | 11 november 1974 | LDP    |
|                                 |                   | Satoshi Eto 江藤智 (1907–1982)             | Minister van Transport en Infrastructuur   | 11 november 1974 | 9 december 1974  | LDP    |
|                                 | Shin Kanemaru     | Shin Kanemaru 金丸信 (1914–1996)           | Minister van Bouw en Constructie           | 22 december 1972 | 25 november 1973 | LDP    |
|                                 |                   | Takao Kameoka 亀岡高夫 (1920–1998)         | Minister van Bouw en Constructie           | 25 november 1973 | 11 november 1974 | LDP    |
|                                 |                   | Tatsuo Ozawa 小沢辰男 (1916–2013)          | Minister van Bouw en Constructie           | 11 november 1974 | 9 december 1974  | LDP    |
|                                 | Yoshio Sakurauchi | Yoshio Sakurauchi 櫻内義雄 (1912–2003)     | Minister van Landbouw, Bosbouw en Visserij | 22 december 1972 | 25 november 1973 | LDP    |
|                                 |                   | Tadao Kuraishi 倉石忠雄 (1900–1986)        | Minister van Landbouw, Bosbouw en Visserij | 25 november 1973 | 9 december 1974  | LDP    |
|                                 |                   | Chuji Kuno 久野忠治 (1910–1998)            | Minister van Communicatie en Post          | 22 december 1972 | 25 november 1973 | LDP    |
|                                 |                   | Ken Harada 原田憲 (1919–1997)              | Minister van Communicatie en Post          | 25 november 1973 | 11 november 1974 | LDP    |
|                                 |                   | Toshio Kashima 鹿島俊雄 (1907–1995)        | Minister van Communicatie en Post          | 11 november 1974 | 9 december 1974  | LDP    |